# Liftarens guide till galaxen (TV-serie)
Liftarens guide till galaxen (engelska: The Hitchhiker's Guide to the Galaxy) är en brittisk TV-serie från 1981. Manuset är baserat på Douglas Adams berättelse om Liftarens guide till galaxen. TV-serien följer nära både handling och dialog från radioserien, vilken var originalet.

## Handling
Solen stiger upp över den engelska landsbygden för sista gången. Arthur Dent vaknar, och inser att det utanför hans fönster står en gul bulldozer som hotar både hans hem och tillvaro. En stund senare, när Arthur ligger i en lerhög utanför sitt hus i ett försök att stoppa rivningen, dyker hans kompis Ford Prefect upp. Han är en journalist som håller på att skriva en ny version av Liftarens Guide till Galaxen, detta kommer komma till användning för Arthur Dent.

## Rollista i urval
- Boken (berättare) - Peter Jones
- Arthur Dent - Simon Jones
- Mr Prosser - Joe Melia
- Ford Prefect - David Dixon
- Man vid bar - Douglas Adams
- Prostetnic Vogon Jeltz (Vogon kapten) - Martin Benson
- Trillian - Sandra Dickinson
- Zaphod Beeblebrox - Mark Wing-Davey
- Marvin (i dräkten) - David Learner
- Marvin (röst) - Stephen Moore

## DVD
Serien släpptes bland annat på DVD i region 1 den 30 april 2002.

### Fotnoter
1. ↑  ”The Hitchhiker's Guide to the Galaxy” (på engelska). TV Shows on DVD. 30 april 2002. Arkiverad från originalet den 2 juli 2016. https://web.archive.org/web/20160702031910/http://www.tvshowsondvd.com/releases/Hitchhikers-Guide-Galaxy-Complete-Series/1043. Läst 10 juli 2016.